# Saison 1 de Drag Race Sverige
La première saison de Drag Race Sverige est diffusée pour la première fois le 4 mars 2023 sur SVT1 et SVT Play en Belgique et sur WOW Presents Plus à l'international,.
La création d'une version suédoise de RuPaul's Drag Race est annoncée le 5 avril 2022. Les juges principaux sont Robert Fux, Kayo et Farao Groth,. Le casting est composé de neuf candidates et est annoncé le 6 février 2023 sur les réseaux sociaux.
La gagnante de la saison reçoit 100 000 couronnes.
La gagnante de la saison est Admira Thunderpussy, avec Fontana comme seconde.

## Candidates
Les candidates de la première saison de Drag Race Sverige sont :
(Les noms et âges donnés sont ceux annoncés au moment de la compétition.)
| Candidate           | Âge | Résidence                       | Classement |
| ------------------- | --- | ------------------------------- | ---------- |
| Admira Thunderpussy | 28  | Stockholm, Comté de Stockholm   | Gagnante   |
| Fontana             | 29  | São Leopoldo, Rio Grande do Sul | Seconde    |
| Vanity Vain         | 31  | Linköping, Comté d'Östergötland | 3e place   |
| Elecktra            | 35  | Helsingborg, Comté de Scanie    | 4e place   |
| Antonina Nutshell   | 29  | Liverpool, Angleterre           | 5e place   |
| Santana Sexmachine  | 28  | Berlin                          | 6e place   |
| Imaa Queen          | 28  | Värnamo, Comté de Jönköping     | 7e place   |
| Endigo              | 31  | Tokyo, Région du Kantō          | 8e place   |
| Almighty Aphroditey | 20  | Mora, Comté de Dalécarlie       | 9e place   |

1. ↑  Antonina Nutshell a originellement fini en huitième position avant de regagner la compétition.

## Progression des candidates
|            |                     | Épisode | Épisode | Épisode | Épisode | Épisode | Épisode | Épisode | Épisode  |
| 1          | 2                   | 3       | 4       | 5       | 6       | 7       | 8       |         |          |
| ---------- | ------------------- | ------- | ------- | ------- | ------- | ------- | ------- | ------- | -------- |
| Candidates | Admira Thunderpussy | HIGH    | SAFE    | SAFE    | WIN     | WIN     | LOW     | WIN     | GAGNANTE |
| Candidates | Fontana             | SAFE    | SAFE    | LOW     | SAFE    | BTM2    | WIN     | SAFE    | SECONDE  |
| Candidates | Vanity Vain         | SAFE    | BTM2    | WIN     | LOW     | HIGH    | HIGH    | BTM2    | ÉLIMINÉE |
| Candidates | Elecktra            | SAFE    | WIN     | BTM2    | HIGH    | SAFE    | BTM2    | ELIM    | INVITÉE  |
| Candidates | Antonina Nutshell   | LOW     | ELIM    |         | BTM2    | LOW     | ELIM    |         | INVITÉE  |
| Candidates | Santana Sexmachine  | HIGH    | HIGH    | SAFE    | SAFE    | ELIM    |         |         | INVITÉE  |
| Candidates | Imaa Queen          | WIN     | HIGH    | HIGH    | ELIM    |         |         |         | INVITÉE  |
| Candidates | Endigo              | BTM2    | LOW     | ELIM    |         |         |         |         | INVITÉE  |
| Candidates | Almighty Aphroditey | ELIM    |         |         |         |         |         |         | INVITÉE  |

 La candidate a gagné Drag Race Sverige.
 La candidate a participé à la finale et a fini seconde.
 La candidate a participé à la finale et a été éliminée.
 La candidate a gagné le défi.
 La candidate a reçu des critiques positives des juges et a été déclarée sauve.
 La candidate a été déclarée sauve.
 La candidate a reçu des critiques des juges et a été déclarée sauve.
 La candidate a reçu des critiques négatives des juges mais a été déclarée sauve.
 La candidate a été en danger d'élimination.
 La candidate a été éliminée.

## Lip-syncs
| Épisode | Candidate           | vs. | Candidate          | Chanson           | Artiste         | Candidate éliminée  |
| ------- | ------------------- | --- | ------------------ | ----------------- | --------------- | ------------------- |
| 1       | Almighty Aphroditey | vs. | Endigo             | Puss & Kram       | Daniela Rathana | Almighty Aphroditey |
| 2       | Antonina Nutshell   | vs. | Vanity Vain        | Jazzbacillen      | Siw Malmkvist   | Antonina Nutshell   |
| 3       | Elecktra            | vs. | Endigo             | Sexual Revolution | Army of Lovers  | Endigo              |
| 4       | Antonina Nutshell   | vs. | Imaa Queen         | Kitty Girl        | RuPaul          | Imaa Queen          |
| 5       | Fontana             | vs. | Santana Sexmachine | Euphoria          | Loreen          | Santana Sexmachine  |
| 6       | Antonina Nutshell   | vs. | Elecktra           | Emergency         | Icona Pop       | Antonina Nutshell   |
| 7       | Elecktra            | vs. | Vanity Vain        | Kisses of Fire    | ABBA            | Elecktra            |

 La candidate a été éliminée après sa première fois en danger d'élimination.
 La candidate a été éliminée après sa deuxième fois en danger d'élimination.
 La candidate a été éliminée après sa troisième fois en danger d'élimination.